# Jerzy Stanisław Sapieha
Pour les articles homonymes, voir Sapieha.
Jerzy Stanisław Sapieha (né le 12 novembre 1668, mort le 12 octobre 1732 à Varsovie), prince de la famille Sapieha, voïvode de Trakai (1707-1709) et de Mstsislaw (1732)

## Biographie
Jerzy Stanisław Sapieha est le fils de Kazimierz Jan Sapieha et de Krystyna Barbara Hlebowicz.
En 1683 et 1684, il étudie au Collège des Jésuites de Braniewo (pl). En 1684, il devient capitaine d'un régiment de Petyhorcy (en) en Podolie. En 1687, il participe aux combats à proximité de Kamianets-Podilsky. Il est envoyé à la Diète dans les années 1690, 1693 et 1695.
Lors de l'élection royale de 1697, il soutient la candidature de François-Louis de Bourbon-Conti, mais se fait allégeance à Auguste II lorsque celui-ci est élu en juillet 1697.
Le 18 novembre 1700, lors de la guerre civile lituanienne qui oppose la famille Sapieha au reste de la noblesse, il ne participe à la bataille d'Olkieniki, en raison de sa maladie. Dans les années 1701-1702, il reste à Varsovie, essayant sans succès de restaurer l'influence des Sapieha. En raison de cet échec, il se range, en 1702, dans le camp de Charles XII de Suède qui envahit la Pologne. et fait élire Stanislas Leszczynski le 12 juillet 1704. Sapieha fait alors allégeance au nouveau roi et confirme la Pacta Conventa. En 1707, il est nommé voïvode de Trakai.
Le 8 juillet 1709, Charles XII est battu par Pierre Ier le Grand à la bataille de Poltava. Stanislas est chassé du trône de Pologne. Sapieha se réfugie alors en Prusse où il demeure jusqu'en 1713. À son retour il tente sans grand succès de récupérer une partie du patrimoine familial et de revenir en politique. Ce n'est qu'en mars 1732 qu'il est nommé voïvode de Mstsislaw.

## Mariages et descendance
Il épouse Izabela Elena Połubińska, fille d'Aleksander Hilary Połubiński, puis en secondes noces Teodora Sołtan qui lui donne pour enfants:
- Antoni Kazimierz Sapieha (1689-1739)
- Teresa Krystyna
- Benedykta
- Salomea Anna

## Sources
- Notices d'autorité :   - VIAF
  - Pologne
  - NUKAT

- (pl) Cet article est partiellement ou en totalité issu de l’article de Wikipédia en polonais intitulé « Jerzy Stanisław Sapieha » (voir la liste des auteurs).

- (lt) Cet article est partiellement ou en totalité issu de l’article de Wikipédia en lituanien intitulé « Jurgis Stanislovas Sapiega » (voir la liste des auteurs).